# Маслівець Григорій Миколайович
Маслівець Григорій Миколайович (нар. 1898, Сорочинці — 21 липня 1971, Лос-Анджелес) — український військовий діяч, сотник Армії УНР, підполковник на еміграції, автор спогадів про визвольні змагання. Лицар Воєнного Хреста та Залізного хреста УНР.

## Життєпис
Григорій Маслівець народився у 1898 році в Сорочинцях Полтавської губернії.
З 1916 року Брав участь у Першій світовій війні у складі Російської імператорської армії. В українську армію Маслівець вступив у 1917 році. Служив у 4-му збірному курені 4-ї Київської стрілецької дивізії, у якій взяв участь у Першому та Другому зимових походах Армії УНР. Під час Другого зимового походу у 1921 році Григорій Маслівець командував другою сотнею у складі Подільської повстанської групи. Нагороджений Залізним хрестом «За Зимовий похід і бої». У міжвоєнний період Григорій Миколайович мешкав у Європі.
У 1935 році разом зі спадковою княгинею Христиною Євгенівною Довгорукою започаткував у Ніцці лікарську практику. Тоді ж Григорій познайомився з донькою княгині — Світланою Миколаївною. 28 червня 1938 року, попри незгоду Христини Євгенівни, вони побралися у православному храмі у Празі. Дуже швидко в родині почалися сімейні клопоти і чвари. Така ситуація залишалася впродовж усього їхнього сімейного життя.
У 1943 році під час Німецько-радянської війни Григорій Маслівець разом з Василем Падалкою опинились у Харкові, де розшукали дружину генерала Тютюнника Віру Андріївну і допомогли їй переправити усю родину до Німеччини.

Могила Григорія Маслівця на цвинтарі у Саут-Браунд-Буці.

6 травня 1948 року в таборі Ді-Пі Майнц-Кастель у Німеччині Микола Битинський і генерал Михайло Садовський разом із майорами Григорієм Маслівцем, Захаром Івасишиним, Василем Филоновичем, підполковником Яковом Дзябенком, полковником Миколою Стечишиним для «увічнення пам'яті про збройну визвольну боротьбу за державність України» створили Український воєнно-історичний інститут (УВІІ).
Григорій і Світлана Маслівці розлучилися у 1949 році у православній церкві в Ляйпгаймі. У 1950 році колишня дружина з доньками виїхала до США. Григорій Маслівець не опікувався доньками і невдовзі виїхав до Сан-Дієго в Каліфорнії.
1 березня 1963 року підполковник на еміграції Григорій Маслівець був нагороджений відзнакою «Воєнний Хрест» № 443. Входив до орденської ради ордена Залізного Хреста Армії УНР. У 1964 році в Торонто у збірнику «За Державність» вийшли друком спогади Григорія Миколайовича.
Помер 21 липня 1971 року в Лос-Анджелесі. Похований на православному кладовищі Святого Андрія у Саут-Браунд-Буці, штат Нью-Джерсі.